# Jardines del Parque Balboa
Los Jardines del Parque Balboa (en inglés: Balboa Park Gardens), es un parque público con numerosas secciones de jardines con arboreto y jardín botánico de 1.200 acres (4.9 km²) de extensión, en San Diego, California, Estados Unidos.
El parque y sus diferentes jardines está administrado y mantenido por el « City of San Diego Parks and Recreation Department »

## Localización
Los jardines temáticos se ubican en el Parque Balboa de San Diego. 
Balboa Park Gardens, San Diego, San Diego county, California United States of America-Estados Unidos de América.
Planos y vistas satelitales.32°43′53″N 117°8′43″O / 32.73139, -117.14528

## Historia
El parque debe su nombre Conquistador Vasco Núñez de Balboa. Un gran número de los árboles existentes fueron plantados por la famosa jardinera estadounidense Kate Sessions. 
Preservado desde el año 1835, este parque es uno de los emplazamientos más antiguos de los Estados Unidos dedicado a uso recreacional público. 
Además de zonas abiertas y de la vegetación natural, contiene una variedad de atracciones culturales incluyendo museos, teatros, jardines temáticos, tiendas y restaurantes así como el zoológico de San Diego. El Parque Balboa fue declarado como un National Historic Landmark en 1977.

## Colecciones

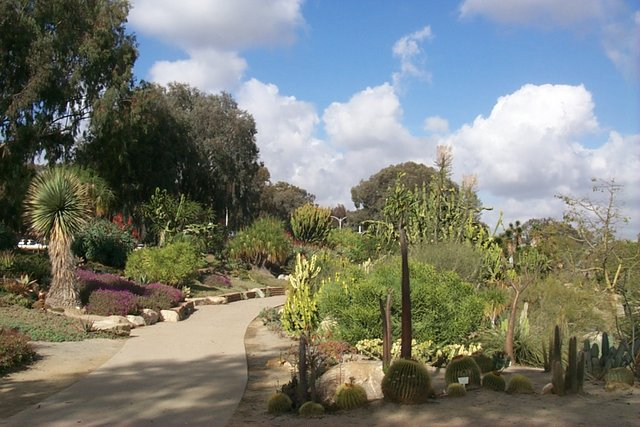
Vista de la sección del "Desert Garden" en el Parque Balboa.

El Parque Balboa alberga diferentes secciones o jardines temáticos con una gran variedad vegetal, así:
- Botanical Building (Umbráculo) El edificio botánico con el estanque de los lirios es sin duda una de las escenas más fotografiadas del Parque Balboa. Construido para la exposición de 1915-16, junto con el estanque de lírios adyacente, el edificio histórico es una de las estructuras de listones de madera más grandes del mundo. Las plantaciones botánicas del edificio incluyen más de 2.100 plantas permanentes, ofreciendo colecciones de cycas, helechos, orquídeas, otras plantas tropicales, y palmas. El edificio botánico también alberga exhibiciones florales estacionales.
- Plantas nativas de California, un pequeño jardín con ejemplares de endemismos de California.
- Jardines de Florida,
- Plantas nativas de Australia, debido a que el clima de San Diego es similar las plantas procedentes de Australia se desarrollan muy bien, contiene Grevellia, Acacia, Callistemon.
- Palm "canyon" (barranca de las palmas), un oasis tropical, que alberga más de 450 palmas (58 especies) en una extensión de 2 acres.
- Cactus park, con más de 1.350 plantas de cactus, suculentas y resistentes a la sequía en unas 2,5 hectáreas de extensión.

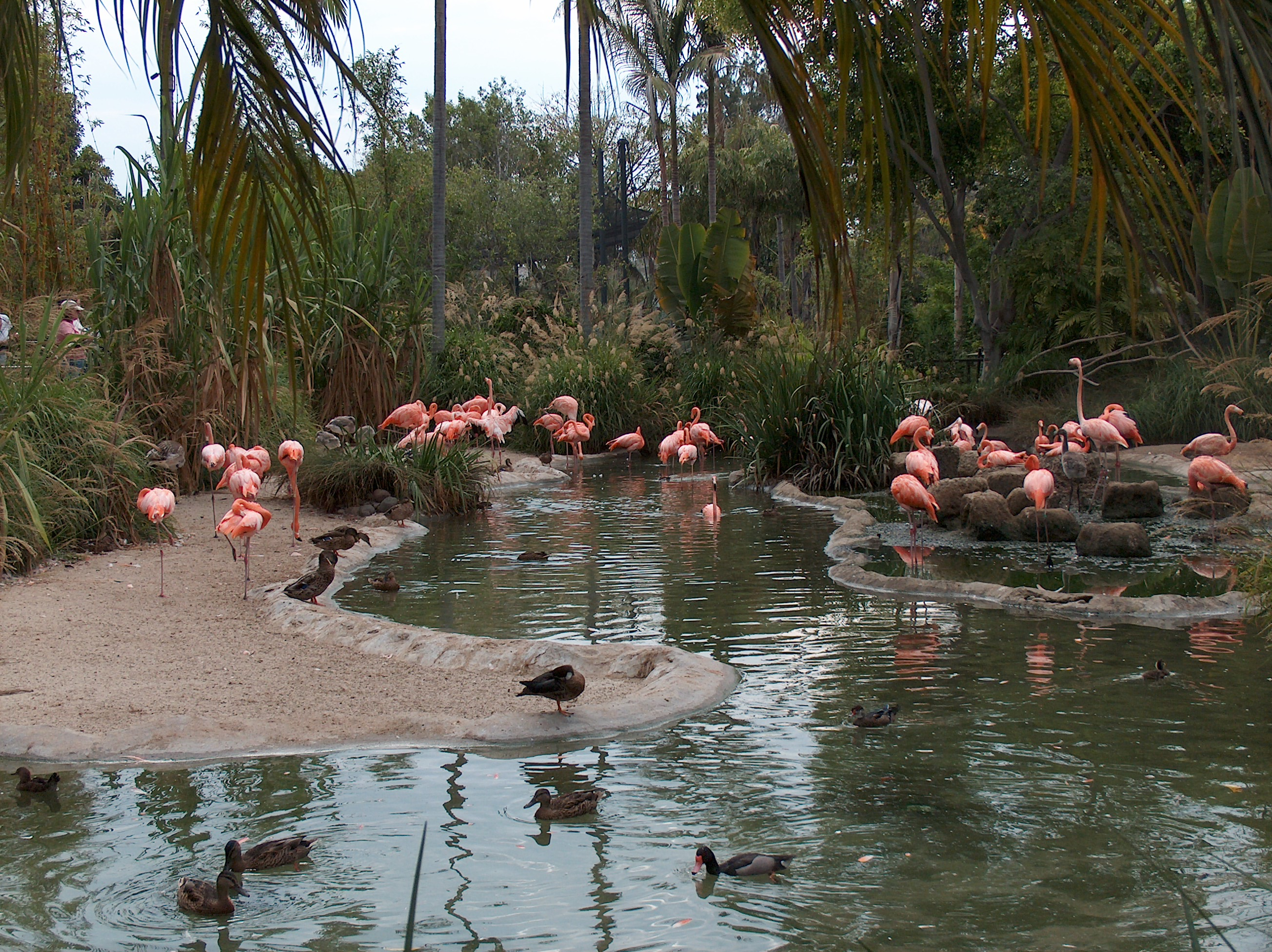
Entorno vegetal de la charca de los flamencos en el zoológico de San Diego del Parque Balboa.

- Inez Grant Parker Memorial Rose Garden, rosaleda muy popular entre las parejas de recién casados como fondo de fotografías
- Jardines de la amistad japonesa, jardín japonés que tiene sus orígenes en una antigua casa de té que data de la exposición de Panamá-California de los años 1915-1916.
- The Casa del Rey Moro garden fue diseñado por Richard Requa para la Exposición internacional de California-Pacífico de 1935 .
- Marston House Garden, una mansión y jardines de estilo formal romántico inglés con un toque californiano.
- Colección botánica del zoológico de San Diego, la colección botánica del parque zoológico de San Diego es una colección internacionalmente reconocida con más de 4500 especies de plantas. La asociación americana de museos la ha acreditado desde 1993 como jardín botánico. Las colecciones estimadas incluyen orquídeas, cycas, Ficus, palmas, y árboles coralinos. En las distintas exhibiciones animales se cultivan plantas de sus zonas de procedencia imitando sus hábitat nativos. Algunas plantas, tales como bambú, eucalipto, acacias, e hibiscos, se cultivan para alimento de algunos animales.